# レオノア・ヴァレラ
レオノア・ヴァレラ（西: Leonor Varela、1972年12月29日 - ）は、チリ・サンティアゴ出身の女優。

## 略歴
父親はチリ人の生物学者フランシスコ・バレーラ、母親はフランス人ダンサー。子供の頃にチリ・クーデターを逃れてコスタリカに移住。その後ドイツ・アメリカ・フランスなどで暮らす。パリで演技を学び、1995年にデビュー。
1999年にはテレビ映画クレオパトラでクレオパトラ女王を演じた。

## 私生活
ヴァレラは1999年のテレビ映画クレオパトラで共演したビリー・ゼインと一時期交際していた。
2011年、ヴァレラはプロデューサーのルーカス・アコースキンと結婚し、2012年11月20日には第一子のマッテオを出産。2015年2月25日には娘のルナ・メイを出産した。
菜食主義者でもあるヴァレラは、クジラの救済に関わる海洋生物活動家であり、Save The Whales Againなどのグループと協力している。

## 主な出演作品
- 仮面の男 The Man in the Iron Mask (1998)
- テイラー・オブ・パナマ The Tailor of Panama (2001)
- テキサス・レンジャーズ Texas Rangers (2001)
- ブレイド2 Blade II (2002)
- ルビー&カンタン Tais-toi! (2003)
- イノセント・ボイス 12歳の戦場 Voces inocentes (2004)
- 捕われた女 Captive (2015)
- アルファ 帰還りし者たち Alpha (2018)